# 래클런 왓슨
래클런 왓슨(Lachlan Watson, 2001년 4월 12일 ~ )은 미국의 배우이다.